# Kaiser-Wilhelm-Höhe

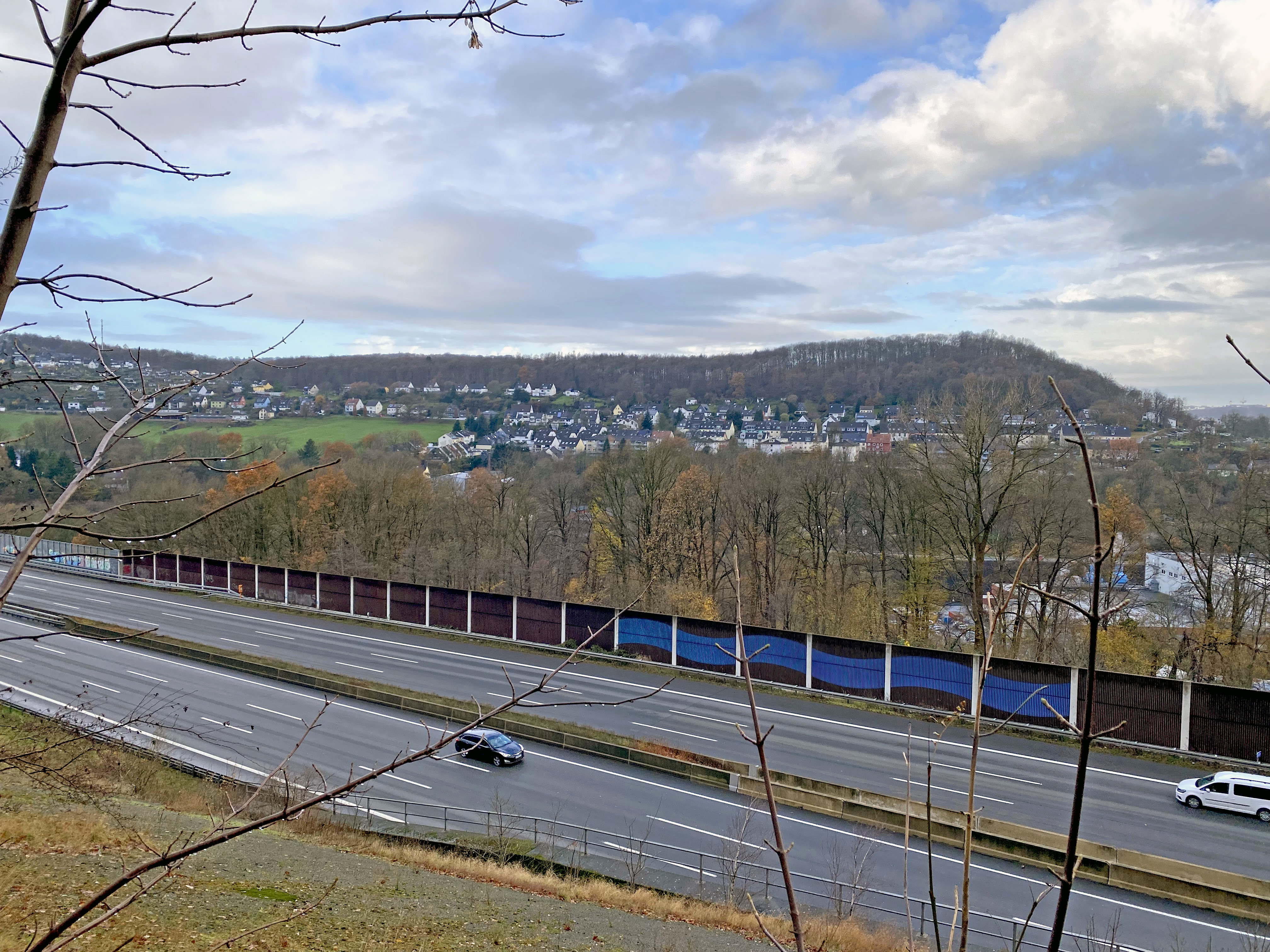
Deisemannskopf (282 m) aus östl. Richtung (Ehrenberg)

Die Kaiser-Wilhelm-Höhe, auch Deisemannskopf, ist die Gipfellage des Norrenbergs im Barmer Wald im Wuppertaler Stadtbezirk Heckinghausen. Von dem Aussichtspunkt dort hat man einen weiten Blick auf die östlichen Wuppertaler Stadtteile Heckinghausen und Langerfeld.

## Geschichte
1886 machte das Mitglied Reinhard Thun von dem Rittershauser Spatenclub den Vorschlag, auf dem Deisemannskopf einen Aussichtsturm zu bauen. Der Plan wurde aufgrund von Geldmangel aber nicht realisiert. Der Barmer Verschönerungsverein griff die Idee wieder auf und errichtete auf der Suche nach einem geeigneten Standort für einen repräsentativen Barmer Aussichtsturm dort einen hölzernen Behelfsturm, schätzte den Standort aber bald darauf aber als ungünstig (und zu niedrig) ein und konzentrierte sich auf den Bau des 1888 fertiggestellten Toelleturms.
Das Waldgelände auf dem Deisemannskopf wurde 1890 von der Stadt Barmen erworben und zum Andenken an Kaiser Wilhelm I. in Kaiser-Wilhelm-Höhe umbenannt. Im gleichen Jahr wurde erneut ein hölzerner Versuchsturm errichtet, der am 14. August fertiggestellt wurde. Der Turm, auf dessen Spitze eine Fahne gehisst wurde, fiel aber binnen eines Jahres vermutlich aufgrund eines Wetterereignisses im Winter wieder in sich zusammen.
Erneut wurde ein Turm geplant. Ein Entwurf sah einen massiven Turm mit Wirtschaftsgebäuden vor, ein anderer ein burgartiges Gebäude mit Gastronomie und Turm. Aufgrund Geldmangels wurden auch diese Pläne nicht realisiert, einzig ein Kinderspielplatz wurde eingerichtet.
Als die Barmer Stadthalle eingeweiht wurde, gab es für den Musiktempel in den Barmer Anlagen keine Verwendung mehr. So wurde auf Anregung des Ritterhauser Spatenklubs 1896 beschlossen diesen auf die Kaiser-Wilhelm-Höhe zu verlagern. Das dort neu errichtete Gebäude wurde allerdings im Frühjahr 1897 durch Vandalismus erheblich beschädigt. Die Lokalpresse berichtete:

„Demolierungslümmel haben auf dem Deisemannskopf arg gehaust. Der dort aufgestellte Musiktempel vom Anlagenplateau ist kaum wiederzuerkennen. Sämtliche bunten Scheiben sind eingeworfen, die Thüre ist herausgerissen und an eine Seite geworfen, der Bau ist auch im Innern demoliert und beschmutzt. Zur Bequemlichkeit dieser rohen Burschen diente eine dort liegende Leiter, auf welcher die Vagabunden das Dach des Tempels bestiegen haben, um auch dort ihr Zerstörungswerk zu verrichten. Es wäre gewiß am Platze, wenn eine Polizeipatrouille dann und wann da oben sich blicken ließe.“

Nach der Renovierung 1898 wurde ein Ausschank von Bier und Erfrischungen eröffnet. Aus Verkauf und Lotterie im April 1901 wurden über 34.000 Mark erlöst, die der Barmer Verschönerungsverein zum Bau eines neuen Musiktempels auf dem Deisemannskopf aufwandte. Der Musiktempel existierte, zuletzt stark verfallen, bis in die 1930er Jahre.
Da auch eine Schutzhütte mehrfach mutwillig zerstört worden ist, wurde sie nach 2003 nicht wieder aufgebaut.